# 郡山女子大学短期大学部
郡山女子大学短期大学部（こおりやまじょしだいがくたんきだいがくぶ、英語: Koriyama Women's University Junior College）は、福島県郡山市開成3-25-2に本部を置く日本の私立大学。1947年創立、1950年大学設置。大学の略称は郡女短。

## 概観

### 大学全体
- 郡山女子大学短期大学部は、福島県郡山市内にある日本の私立短期大学。1950年に郡山女子短期大学として設置された。元々は独立の短期大学であったが、郡山女子大学の開学に伴い併設型となった。3つの学科がある。学校法人郡山開成学園により運営されている。

### 建学の精神（校訓・理念・学是）
- 郡山女子大学短期大学部における建学の精神は「尊敬・責任・自由」となっている。

### 教育および研究
- 宗教系大学ではないが、｢宗教学｣が必修科目となっている。
- 近年、幼児教育学科では、ドイツ・フランスなどのヨーロッパやハワイでの海外研修が実施されている。
- 大学・短大が一体となって各学科の教育成果を発表するイベントとして｢もみじ会｣も行われている。

### 学風および特色
- 以前は、制服の着用があった。
- 2000年度入学生より、学生全員にノートパソコンを貸与している。
- ｢芸術鑑賞講座｣と称したイベントが行われているところにも特色がある。短大が設置される前の1948年6月、｢楽しい音楽の夕べ｣が開催されたことに始まる。ちなみに、短大設置の1950年には、近衛秀麿とエオリアンクラブ交響楽団の演奏会が行われた。

## 沿革
- 1947年 郡山女子専門学校を創設。
- 1950年 郡山女子短期大学として開学。家政科を置く。
- 1955年 学科の新設が行なわれる。
  - 保育科
  - 生活芸術科
- 1966年 郡山女子大学短期大学部と改称。
- 1968年 家政科にⅡ部が設置される
  - 音楽科が設置される。
  - 家政科を専攻分離。
    - 家政専攻
    - 食物栄養専攻
- 1981年 文化学科が新設される。
- 2000年 専攻科文化学専攻が設置される｡
- 2002年 家政科家政専攻を福祉情報専攻と改称。
- 2007年 保育科を幼児教育学科に改称
- 2018年 家政科食物栄養専攻から健康栄養学科へ改称

## 基礎データ

### 所在地
- 福島県郡山市開成3-25-2

### 交通アクセス
- JR郡山駅。同駅よりバスで「郡山女子大学前」バス停留所下車。

### 象徴
- 郡山女子大学短期大学部のカレッジマークには、大学の英字表記の略である「KGC」の文字が記されている。

## 教育および研究

### 組織

#### 学科
- 健康栄養学科
- 幼児教育学科
  - 幼児教育コース
  - チャイルド・ミュージックコース
- 地域創生学科

#### 過去にあった学科
- 保育科：幼児教育学科に改称
- 家政科：食物栄養専攻は現在の健康栄養学科へ改組

#### 専攻科
- 文化学専攻：大学改革支援・学位授与機構認定。学士（文学）が取得できる。短大のみならず一定基準を満たす専修学校専門課程修了者も入学が可能となっている。

#### 別科
- なし

##### 取得資格について
資格
- 保育士：幼児教育学科
- 栄養士：健康栄養学科

教職課程
- 幼稚園教諭二種免許状：幼児教育学科

## 学生生活

### 部活動・クラブ活動・サークル活動
- 郡山女子大学短期大学部のクラブ活動
  - 体育系：バスケットボール・バレーボール・剣道・フットサル・スキー・弓道ほか
  - 文化系：茶道・手話・ハンドベルなどのほか｢開成の杜女声合唱団｣と称したクラブがある。

## 大学関係者と組織

### 大学関係者組織
- 郡山女子大学短期大学部同窓会がある。郡山女子短期大学として設置された当初から設置されている。

### 大学関係者一覧
- 下条康麿：初代学長
- 関口富左：前学長

## 施設

### キャンパス
- 創学館・もみじ館・武道館・体育館・図書館・62年館・83年館などがある。

## 対外関係

### 他大学との協定

#### アメリカ
- ハワイ大学
- バージニア・テック大学

#### 日本
- 日本大学工学部をはじめ福島県内13大学・短期大学との単位互換制度がある。

### 姉妹校
- 郡山女子大学短期大学部には大学と同様、家庭寮がある。

### 関係校
- 放送大学

### 系列校
- 郡山女子大学

## 社会との関わり
- 公開講座を催している。
- 創学館に設置されたフーコーの振り子は正門受付で申し込めば部外者も見学可。
- 地元のJA福島さくらと連携協定を結んでおり、2018年6月には地域創成学科の学生たちが梨選果場の外壁に郡山産の梨をPRする壁画を製作した[1]。

## 卒業後の進路について

### 就職について
- 家政科
  - 福祉情報専攻：旧来の家政専攻を含めて、一般企業への就職者が大半を占めていた。
  - 食物栄養専攻：資格を活かした職に就く人は、6割弱程度となっている
- 幼児教育学科：保育士としての就職者が卒業者全体の5割、幼稚園教諭としての就職者はそれの4割と、合計9割を越える学生が保育に携わる職に就いている。
- 生活芸術科：デザイナーとしての就職者は卒業生全体の約1/3を占めていた。ほか、企業の一般事務が3割弱・営業職が2割弱となっている。ほか、美術講師としての就職者が全体の1/9程度となっている。
- 音楽科：音楽教室をはじめ音楽講師に就く人が全体の4/9に対し、販売や事務を含め一般企業への就職者が全体の1/2程度を占めていた。
- 文化学科：図書館の司書職に就いている人は全体の1/7、学芸員補に就く人は3.5%程度と少なめ。事務や販売を含め一般企業へ就職する人が7割以上を占めていた。
- 全学科・専攻とも2007年3月卒業生のデータを元に記述している[2]

### 編入学・進学実績
- 系列の郡山女子大学や郡山女子大学短期大学部専攻科以外では、宮城学院女子大学・上野学園大学などがある。